# اچ‌ام‌تی ایسلی (تی۱۷۲)
اچ‌ام‌تی ایسلی (تی۱۷۲) (به انگلیسی: HMT Islay (T172)) یک کشتی بود که طول آن ۱۶۴ فوت (۵۰ متر) بود. این کشتی در سال ۱۹۴۱ ساخته شد.